# Ahmadu dan Tanimoun
Ahmadu dan Tanimoun (conosciuto anche come Ahmadu Kouran Daga o Ahmadu Mai Roumji; ... – 16 settembre 1899) fu il sultano (sarkin) di Damagaram dal 1893 al 1899.
Il suo regno segnò l'apice della potenza militare e politica del sultanato di Damagaram. Ereditò da suo padre migliaia di moschetti e decine di cannoni, insieme a fabbriche di cannoni e di munizioni. Ahmadu si trovò presto in contrasto con l'Emirato di Kano, governato da Aliyu Babba, con il Bornu, governato da Rabih al-Zubayr, e con i colonialisti francesi. A seguito dell'assassinio, da lui ordinato, dell'ufficiale francese Marius Gabriel Cazemajou e del suo interprete, Ahmadu fu sconfitto e ucciso dai francesi.

## Regno
Ahmadu, che era figlio del sovrano più abile del Sultanato del Damagaram, Tanimoun dan Suleyman, succedette a Suleyman dan Aisa nel 1893. Negli stessi anni, mentre il signore della guerra Rabih al-Zubayr prendeva il potere nel Bornu (di cui il Damagaram era vassallo), i francesi stavano attivamente espandendo le loro colonie in Africa.

### Scontri con l'Emirato di Kano
Ahmadu riteneva che il miglior modo per ostacolare Rabih fosse quello di espandere il suo territorio. Il Damagaram aveva da decenni relazioni tese con l'Emirato di Kano. I negoziati di pace fra i due stati furono interrotti dalle morti del sultano Suleyman dan Aisa e dell'emiro Muhammad Bello. Ahmadu invase il Kano attraverso Daura e Kazaure e prese la città di Malikawa, da dove, radunato un grande bottino, ritornò a Damagaram. Questo atto aggressivo colse il Kano di sorpresa. L'emiro di Kano, Aliyu Babba, era convinto che si trattasse di una manovra del califfo di Sokoto, Abdu Danyen Kasko (Abdur Rahman Atiku), per indurlo a sottomettersi nuovamente alla sua sovranità. I rapporti tra l'emiro e il califfo erano tesi dai tempi della guerra civile di Kano, e Abdu aveva anche considerato di attaccare Aliyu. L'emiro scelse di limitarsi ad una guerra con il solo Damagaram, evitando il rischio di tornare nel vassallaggio del Sokoto.
Nel frattempo, Ahmadu era occupato in spedizioni contro gli ex tributari del Bornu, Nguru e Massina. Attaccò anche Gumel, dove distrusse una delle porte della città ma fu respinto dagli abitanti. Ahmadu poi fece credere al sarkin Sankara che avrebbe attaccato la sua città. Poiché l'emiro Aliyu era impegnato a combattere contro Ningi, Sankara ricorse alle preghiere e chiese ai suoi marabutti di fornirgli gli incantesimi necessari a respingere le forze di Ahmadu. Sankara in seguito credette che le preghiere e gli incantesimi avessero funzionato, poiché l'attacco non avvenne mai.

#### Prima invasione del Kano
Un anno dopo, nascondendo con successo il suo obiettivo, Ahmadu si diresse verso la capitale del Kano passando da Gezawa, con l'intenzione di riunirsi al resto del suo esercito fuori dalle porte di Fagge. Aliyu tuttavia organizzò rapidamente le sue forze per intercettare Ahmadu e ordinò ai suoi tamburini di imitare il ritmo del tamburo del Damagaram, riuscendo così ad attirare Ahmadu in un'imboscata. Le forze di Ahmadu furono costrette a ritirarsi a Damagaram. Eccitato dal suo successo, Aliyu si diresse verso Burra, a Ningi, ma cadde a sua volta in un'imboscata, nella quale rischiò di perdere la vita.

#### Secondo invasione del Kano
L'anno successivo Ahmadu attaccò nuovamente il Kano. Questa volta passò da Zango e da Kazaure per poi dirigersi verso Tattarawa. Aliyu decise ancora una volta di intercettare le forze di Ahmadu, anche se contro il consiglio dei suoi marabutti. La cavalleria di Aliyu, guidata da Madaki Kwairinga, attaccò con molto vigore e con successo, finché Ahmadu non scatenò il suo arsenale di moschetti e cannoni, che spaventarono i cavalli dei nemici mandando la cavalleria allo sbando. Gran parte dell'esercito del Kano andò perduto e Aliyu fuggì verso Kano per prepararsi ad un assedio.
Ahmadu continuò la sua marcia, avanzando fino a Panisau, catturandone gli abitanti, e poi fino al Nassarawa, dove catturò, senza alcuna opposizione, le concubine, gli schiavi e i magazzini del sovrano locale. Anticipando l'immimemte attacco, Aliyu riunì sulle mura di Kano i suoi uomini e i residenti arabi. Ahmadu, però, non pose l'assedio alla città: si ammalò a Nassarawa e fu costretto a ritirarsi con un grande bottino prima di completare la conquista di Kano. È possibile che sia stato avvisato dell'arrivo di forze francesi. Il ritiro di Ahmadu fu attribuito alle intense preghiere per le quali l'emiro Aliyu aveva pagato l'enorme somma di trenta milioni di cipree (conchiglie utilizzate come denaro, in particolare le monetarie).

## Sconfitta ad opera dei francesi e morte
Nell'aprile del 1898 una colonna di truppe francesi, guidata dal capitano Marius Gabriel Cazemajou, entrò nel territorio del Damagaram. Ahmadu informò i francesi di riconoscere solo l'autorità dell'Impero ottomano, ma invitò comunque Cazemajou alla sua corte, accogliendolo cortesemente. Ahmadu sospettava un'alleanza tra i francesi e Rabih al-Zubayr, con il quale Cazemajou aveva tentato di negoziare prima di raggiungere il Damagaram, ed era stato avvertito dai suoi marabutti del pericolo di un'imminente dominazione cristiana. Il 5 maggio 1898, mentre si preparavano a lasciare Damagaram, Cazemajou e il suo interprete, d'Olive, furono uccisi e i loro corpi furono gettati in un pozzo. 
I francesi erano decisi vendicarsi dell'assassinio di Cazemajou e del suo interprete. Nel 1899, al comando del caiptano Pallier, le truppe riorganizzate della missione Voulet-Chanoine invasero il Damagaram. Il 30 luglio 1899, nella battaglia di Tirmini, a 10 km da Damagaram, le truppe francesi sconfissero il Ahmadu e conquistarono la sua capitale. Ahmadu fuggì, ma i francesi lo inseguirono fino villaggio di Roumji, dove fu ucciso il 16 settembre 1899. La sua morte a Roumji gli valse gli epiteti di Maje Roumji o Mai Roumji. Suo fratello Ahmadu dan Bassa, che si era schierato con i francesi, fu nominato sultano. 